# Победнице европских првенстава у атлетици на отвореном — петобој
Прво Европско првенство у атлетици на отвореном одржано је у Торину 1934. године, али све до Европског првенства 1950. у Бриселу у програму није било женског вишебоја. 1950. је уведен петобој у женској конкуренцији, који се одржавао све до 1978. и првенства у Прагу. Од  1982. и првенства у Атини, жене се такмиче у седмобоју. У следећој табели дат је преглед победница у петобоју на Европским првенствима на отвореном, са постигнутим резултатима који су изражени у поенима.

## Резултати освајачица медаља у петобоју на Европским првенствима на отвореном
| Европско првенство      |                                      | Резултат   |                                    | Резултат   |                                       | Резултат   |
| Брисел 1950. детаљи     | Аријете Бен Амо Француска            | 3.221 =РЕП | Берта Краутер Уједињено Краљевство | 3.087 =РЕП | Олга Модрахова Чехословачка           | 3.066 =РЕП |
| Берн 1954. детаљи       | Александра Чудина Совјетски Савез    | 3.754 РЕП  | Марија Зандер Западна Немачка      | 3.726      | Марија Штурм Западна Немачка          | 3.574      |
| Стокхолм 1958. детаљи   | Галина Бистрова Совјетски Савез      | 3.989 РЕП  | Нина Виноградова Совјетски Савез   | 3.861      | Еделтрауд Ајберле Западна Немачка     | 3.786      |
| Београд 1962. детаљи    | Галина Бистрова Совјетски Савез      | 4.324 РЕП  | Дениз Гуенеро Француска            | 4.015      | Хелга Хофман Западна Немачка          | 3.961      |
| Будимпешта 1966. детаљи | Валентина Тихомирова Совјетски Савез | 4.057      | Хајде Розендал Западна Немачка     | 4.048      | Инге Екснер · Источна Немачка         | 3.984      |
| Атина 1969. детаљи      | Лизел Прокоп Аустрија                | 4.419 РЕП  | Мета Антенен · Швајцарска          | 4.210      | Марија Сизјакова Совјетски Савез      | 4.176      |
| Хелсинки 1971. детаљи   | Хајде Розедал · Западна Немачка      | 4.675 РЕП  | Бурглинде Полак Источна Немачка    | 4.638      | Маргрит Олферт · Источна Немачка      | 4.570      |
| Рим 1974. детаљи        | Надија Ткаченко · Совјетски Савез    | 4.826 РЕП  | Бурглинде Полак · Источна Немачка  | 4.698      | Зоја Спасовходскаја · Совјетски Савез | 4.560      |
| Праг 1978. детаљи       | Маргит Пап · Мађарска                | 4.655      | Бурглинде Полак · Источна Немачка  | 4.600      | Кристине Ниче · Источна Немачка       | 4.599      |

Напомена:
1. ↑  Надија Ткаченко (СССР) била је првопласирана, али је накнадно дисквалификована због допинга.

## Биланс медаља
стање од ЕП 1950. до ЕП 1978.
|    | Земља                |   |   |   |    |
| -- | -------------------- | - | - | - | -- |
| 1. | Совјетски Савез      | 5 | 1 | 2 | 8  |
| 2. | Западна Немачка      | 1 | 2 | 3 | 6  |
| 3. | Француска            | 1 | 1 | 0 | 2  |
| 4. | Аустрија             | 1 | 0 | 0 | 1  |
| 4. | Мађарска             | 1 | 0 | 0 | 1  |
| 6. | Источна Немачка      | 0 | 3 | 3 | 6  |
| 7. | Уједињено Краљевство | 0 | 1 | 0 | 1  |
| 7. | Швајцарска           | 0 | 1 | 0 | 1  |
| 9. | Чехословачка         | 0 | 0 | 1 | 1  |
|    | Укупно 9 земаља      | 9 | 9 | 9 | 27 |